# هارييت الجاسوسة
هارييت الجاسوسة (بالإنجليزية: Harriet the Spy)‏ هو فيلم مراهقين أمريكي لعام 1996 أخرجته برونوين هيوز في أول إخراج لها، وبطولة ميشيل تراختنبرج في أول فيلم روائي طويل لها بالتمثيل. شاركت في البطولة روزي أودونيل وإيزابيل سميث وغريغوري سميث وفانيسا لي شيستر. استنادًا إلى رواية عام 1964 التي تحمل الاسم نفسه للكاتبة لويز فيتزهاغ، يقص الفيلم حكاية طالبٍ في الصف السادس يطمح لأن يصبح كاتبًا وجاسوسًا.

## وصلات خارجية
- هارييت الجاسوسة على موقع IMDb (الإنجليزية)
- هارييت الجاسوسة على موقع روتن توميتوز (الإنجليزية)
- هارييت الجاسوسة على موقع نتفليكس (الإنجليزية)
- هارييت الجاسوسة على موقع قاعدة بيانات الأفلام العربية
- هارييت الجاسوسة على موقع ألو سيني (الفرنسية)
- هارييت الجاسوسة على موقع Turner Classic Movies (الإنجليزية)
- هارييت الجاسوسة على موقع أول موفي (الإنجليزية)
- هارييت الجاسوسة على موقع بوكس أوفيس موجو (الإنجليزية)
- هارييت الجاسوسة على موقع فيلمافينيتي (الإسبانية)
- هارييت الجاسوسة على موقع قاعدة بيانات الأفلام السويدية (السويدية)